# گوشه‌گیر ریزه
گوشه‌گیر ریزه (نام علمی: Phaethornis idaliae) نام یک گونه از سرده گوشه‌گیرمرغ‌ها است.